# Tierra de mujeres
Tierra de mujeres es una serie limitada de televisión por internet española-estadounidense de comedia dramática creada por Ramón Campos, Gema R. Neira, Teresa Fernández-Valdés y Paula Fernández para Apple TV+, basada en la novela La tierra de las mujeres de la presentadora de televisión Sandra Barneda. Está producida por Bambú Producciones en colaboración con UnbeliEVAble Entertainment, y protagonizada por Eva Longoria y Carmen Maura. Se estrenó en Apple TV+ el 26 de junio de 2024.

## Trama
Gala (Eva Longoria) es una madre neoyorquina cuya vida da un vuelvo cuando su familia se ve implicada en asuntos financieros muy oscuros. Tanto es así que se ve obligada a huir de la ciudad junto a su madre, Julia (Carmen Maura), y su hija, Kate (Victoria Bazúa). Estas tres mujeres se esconderán en un pueblo de Cataluña, donde intentarán comenzar de nuevo. Sin embargo, sus secretos familiares acaban siendo conocidos por todo el pueblo.

## Reparto
- Eva Longoria como Gala Scott
- Carmen Maura como Julia Xatart
- Victoria Bazua como Kate Scott
- Santiago Cabrera como Amat
- Gloria Muñoz como Mariona Xatart
- Ariadna Gil como Montse
- James Purefoy como Fred Scott
- Pep Anton Muñoz como Andreu
- Amaury Nolasco como Kevin
- María de Nati como Teresa
- Carla Campra como Mariona (joven)
- Helena Ezquerro como Julia (joven)

## Capítulos
| N.º | Título       | Dirigido por | Escrito por                                                                    | Fecha de lanzamiento original |
| --- | ------------ | ------------ | ------------------------------------------------------------------------------ | ----------------------------- |
| 1   | «Capítulo 1» | Carlos Sedes | Ramón Campos, Gema R. Neira y Paula Fernández                                  | 26 de junio de 2024           |
| 2   | «Capítulo 2» | Carlos Sedes | Ramón Campos, Gema R. Neira, Paula Fernández y Marina Velázquez                | 26 de junio de 2024           |
| 3   | «Capítulo 3» | Ken Biller   | Ramón Campos, Gema R. Neira, Paula Fernández, Marina Velázquez y Curro Serrano | 3 de julio de 2024            |
| 4   | «Capítulo 4» | Ken Biller   | Ramón Campos, Gema R. Neira, Paula Fernández, Marina Velázquez y Curro Serrano | 10 de julio de 2024           |
| 5   | «Capítulo 5» | Carlos Sedes | Ramón Campos, Gema R. Neira, Paula Fernández, Marina Velázquez y Curro Serrano | 17 de julio de 2024           |
| 6   | «Capítulo 6» | Carlos Sedes | Ramón Campos, Gema R. Neira, Paula Fernández, Marina Velázquez y Curro Serrano | 24 de julio de 2024           |

## Producción
El 10 de agosto de 2022, se anunció que el equipo de Bambú Producciones estaba desarrollando una adaptación a televisión de la novela La tierra de las mujeres de la presentadora de televisión Sandra Barneda para Apple TV+, la cual estaría protagonizada por Eva Longoria y Carmen Maura. El rodaje de la serie tuvo lugar en el municipio gerundés de Garriguella. En febrero de 2024, se anunció que el título final de la serie sería Tierra de mujeres.

## Lanzamiento y marketing
El 10 de abril de 2024, Apple TV+ anunció que la serie se estrenaría en su plataforma el 26 de junio de 2024. En junio de 2024, Apple TV+ lanzó el tráiler de la serie.